# Farkas Miklós (operatőr)
Farkas Miklós (Margitta, 1890. július 27. – New York, 1982. március 22.) magyar–amerikai operatőr, forgatókönyvíró, producer és filmrendező. Nicolas Farkas, Miklós Farkas, Mikolaus Farkas, Nikolaus Farkas és Nikolas Farkas néven is ismert.

## Fiatalkora, európai évei
Farkas budapesti tanulmányai után 1919-ben Bécsbe ment, ahol operatőrnek tanult. Az osztrák filmiparban dolgozott 1924-ig. A 20-as években gyakran dolgozott együtt olyan híres magyar filmrendezőkkel és producerekkel, mint Korda Sándor és Kertész Mihály.
Farkas 1925-től kezdett el Németországban dolgozni. Munkái során a Szovjetunióba és Lengyelországba is eljutott. Egyik utolsó németországi munkája az 1931-ben készült Berlin – Alexanderplatz volt, Phil Jutzi rendezésében.
1933-tól Franciaországban dolgozott, ahol forgatókönyvíróként is tevékenykedett. Több nemzetközi koprodukcióban is dolgozott, 1934-ben a The Battle című angol-francia melodrámával ott debütált filmrendezőként. G. W. Pabst 1933-as Adventures of Don Quixote című filmje operatőre is Farkas volt.

## Életút az Egyesült Államokban
1941-ben az Egyesült Államokba emigrált, ahol az amerikai haditengerészet propaganda rövidfilmjei készítésében vett részt. 
Élete utolsó részét New Yorkban töltötte, ahol saját kis produkciós vállalkozását, a Farkas Films Inc. céget vezette.

## Filmográfia
Az alábbi filmográfia időrendi sorrendben tartalmazza Farkas összes operatőri, rendezői, forgatókönyvírói és produceri munkáját. 

### Operatőr
- Samson and Delilah (1922)
- Gypsy Love (1922)
- Miss Madame (1923)
- Children of the Revolution (1923)
- Tragedy in the House of Habsburg (Tragödie im Hause Habsburg) – Korda Sándor rendezésében (1924)
- The Curse (1924)
- Zirkus Brown (1924)
- L'Esclave reine – Kertész Mihály rendezésében (1924)
- The Morals of the Alley (1925)
- The Revenge of the Pharaohs (1925)
- Le Danseur de Madame (Der Tänzer meiner Frau) – Korda Sándor rendezésében (1925)
- Nick, King of the Chauffeurs (1925)
- Countess Maritza (1925)
- Love in May (1928)
- Kira Kiralina (1928)
- The Case of Prosecutor M (1928)
- The Schorrsiegel Affair (1928)
- The Three Kings (1928)
- The Ship of Lost Souls (1929)
- Crucified Girl (1929)
- Phantoms of Happiness (1929)
- The Alley Cat (1929)
- The White Roses of Ravensberg (1929)
- Exile to Siberia (1930)
- Love in the Ring (1930)[8]
- The Prosecutor Hallers (1930)
- Money on the Street (1930)
- The Right to Love (1930)
- The Other (1930)
- The Comeback (1930)
- Der Andere – Nikolaus Farkas néven jegyzett (1930)
- Zwei Krawatten (1930)[9]
- Danton (1931)[10]
- The Firm Gets Married (1931)
- Berlin-Alexanderplatz (1931)[11]
- Les frères Karamazoff (1931)
- Bric-à-brac et compagnie (1931)
- Madame Makes Her Exit (1932)
- Amourous Adventure (1932)
- Adventures of Don Quixote (1933)
- L'Inconnu d'un soir – Max Neufelddel és Hervé Brombergerrel (1949)

### Rendező
- The Battle (1934)
- Variety (1935)
- Port Arthur (1936)
- I Give My Life (1936)

### Forgatókönyvíró
- La bataille – dialógusok (1933)
- The Battle (Thunder in the East) – forgatókönyv (1934)
- Varieté (1935)

- Three Maxims (1936)

- The Show Goes On – történet (1936)
- I Give My Life – forgatókönyv (1936)
- Port Arthur (1936)

### Producer
- Feu!  (1937)
- The Patriot (1938)

## Fordítás
- Ez a szócikk részben vagy egészben  a   Nicolas Farkas című angol Wikipédia-szócikk ezen változatának fordításán alapul.  Az eredeti cikk szerkesztőit annak laptörténete sorolja fel. Ez a jelzés csupán a megfogalmazás eredetét és a szerzői jogokat jelzi, nem szolgál a cikkben szereplő információk forrásmegjelöléseként.